# Maria Giovanna Clementi
Maria Giovanna Battista Clementi detta La Clementina (Torino, 24 giugno 1690 – Torino, 26 settembre 1761) è stata una pittrice italiana specializzata in ritratti; fu attiva soprattutto alla corte sabauda, dove lavorò fino al 1755 dipingendo ritratti per la famiglia reale e nature morte per le loro residenze.

## Biografia
Maria Giovanna Battista era la figlia terzogenita di Giovanni Pietro Giuseppe Buzano, un chirurgo, e di Maria Cristina Ausineti, figlia di un medico originario di Novara ma praticante a Torino. I genitori si sposarano il 28 aprile 1686. La famiglia paterna, originaria di Mortigliengo, apparteneva all'alta borghesia in quanto notai della zona. Il padre e almeno due fratelli decisero di trasferirsi a Torino per poter migliorare ulteriormente il loro status sociale. La solidarietà che univa i fratelli consolidò l'ascesa sociale della famiglia; in particolare decisiva risultò l'influenza dello zio don Giovanni Francesco Buzano, anche per l'ascesa sociale della nipote.
Il 21 novembre 1711 si sposò con Giuseppe Bartolomeo Clementi, un mercante di cui non si sa nulla. Nell'atto della dote, si precisa tuttavia che il matrimonio avvenne sotto la protezione della principessa Maria di Savoia, il che lascia supporre che la pittrice fosse già introdotta presso la corte sabauda. Gli studiosi non hanno ancora identificato chi fosse la principessa, si esita fra Maria Vittoria di Carignano, figlia di Emanuele Filiberto di Savoia-Carignano e Maria Giovanna Battista di Savoia-Nemours, di cui lo zio era cappellano. Si formò a Torino presso il pittore di corte Giovanni Battista Curlando. Fra le due famiglie c'era infatti un forte legame che si concretizzò nel 1718 con il matrimonio di uno dei fratelli della Clementina, Pietro Francesco Maurizio con Mariana (o Maria Anna) Curlando, figlia del famoso pittore. Durante la sua formazione conobbe anche altri pittori e ritrattisti quali Martin van Meytens.
Dal 1720 fino al 1744 visse con il marito e i cinque figli sopravvissuti in un grande appartamento al secondo piano del Palazzo Roero di Guarene del conte Carlo Giacinto Roero di Guarene, nella Piazza Carlina, per il quale realizzò numerosi ritratti. Quello è un periodo prospero per la pittrice sia in campo lavorativo, per la numerosa produzione, sia per l'agiatezza economica di cui gode la famiglia. Restando vedova a 54 anni, con comunque ancora i figli da lanciare nella vita, la Clementina continua a lavorare per la Real Casa fino al 1755, ma a questa attività si affinacano anche delle commesse private. Dei suoi numerosi figli, ne ebbe dieci, ne sopravvissero solo la metà e uno solo di loro divenne pittore. Si trattò dell'ultimogenito, Giovanni Battista Claudio Fedele (1732-1784) ma non riuscì mai a eguagliare il talento della madre.
Maria Giovanna Clementi è conosciuta soprattutto per i suoi ritratti e fu una dei pittori di corte al servizio di Carlo Emanuele III di Savoia. Pochissime erano le donne che potevano diventare pittrici e ancora meno erano quelle che riuscivano a ricoprire incarichi così importanti. Il suo talento è testimoniato dalle numerose incisioni che riprendono dei suoi quadri. Amò dipingere anche delle nature morte, e sembra che il suo stile abbia influenzato Michele Antonio Rapous. In modo innovativo le introduceva anche nei ritratti e  componeva dei quadri molto originali per l'epoca, mischiando personaggi a figura intera con paesaggi e allegorie, come nell'opera Padre Joseph che fa lezione al conte Eugenio di Soisson ponendogli a modello il Principe Eugenio. Dimostrò anche notevole abilità nel dipingere gli animali e non esitò ad affrontare i soggetti religiosi. Nota è la pala con San Pio V in preghiera che si trova nella navata sinistra della chiesa di san Domenico a Casale Monferrato.

## Riconoscimenti
- Nel 1770 il pittore Ignazio Nepote scrisse un poema intitolato Il Pregiudizio smascherato in cui cita con ammirazione La Clementina.[6]

## Galleria di pitture

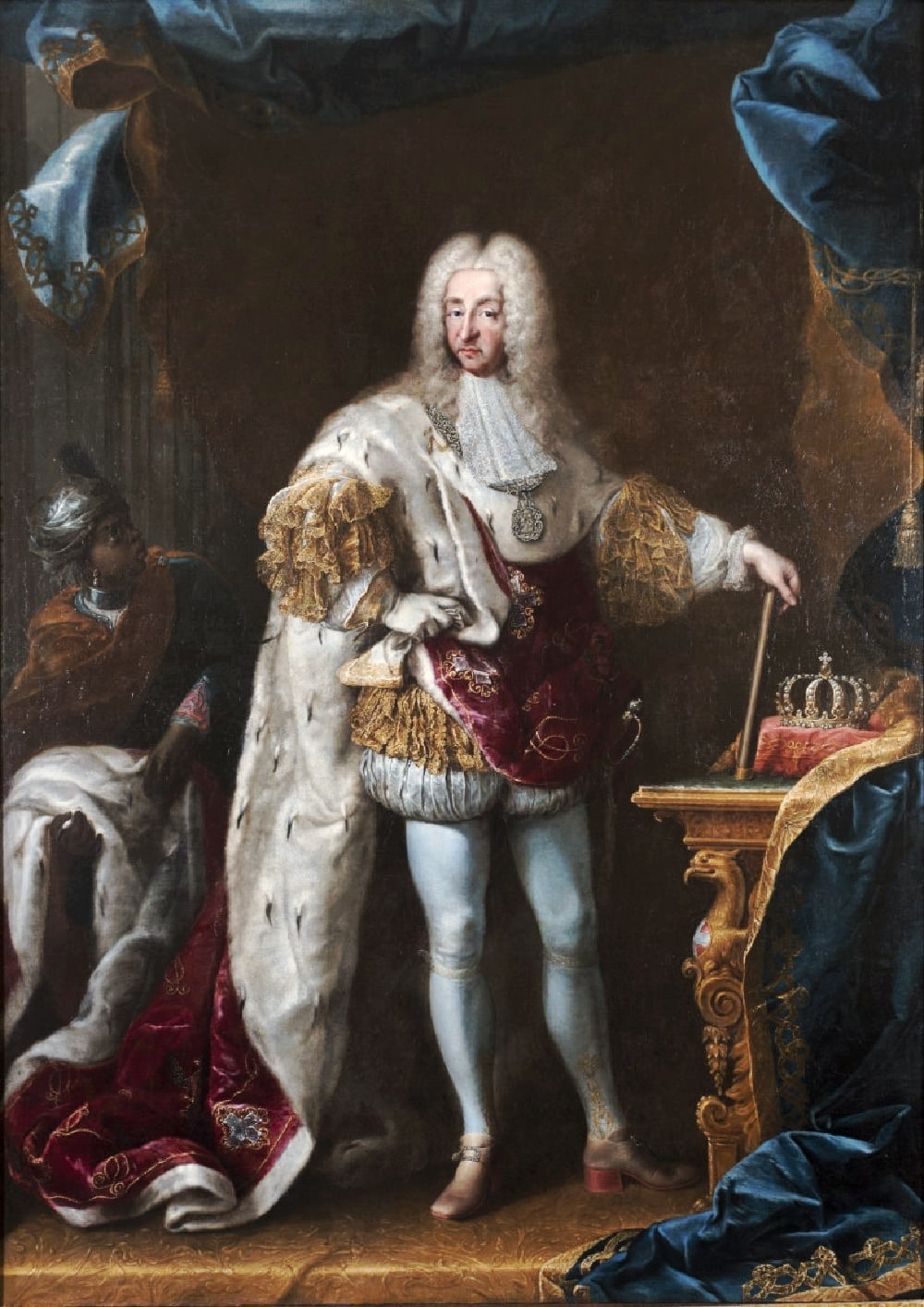
Vittorio Amedeo II di Savoia
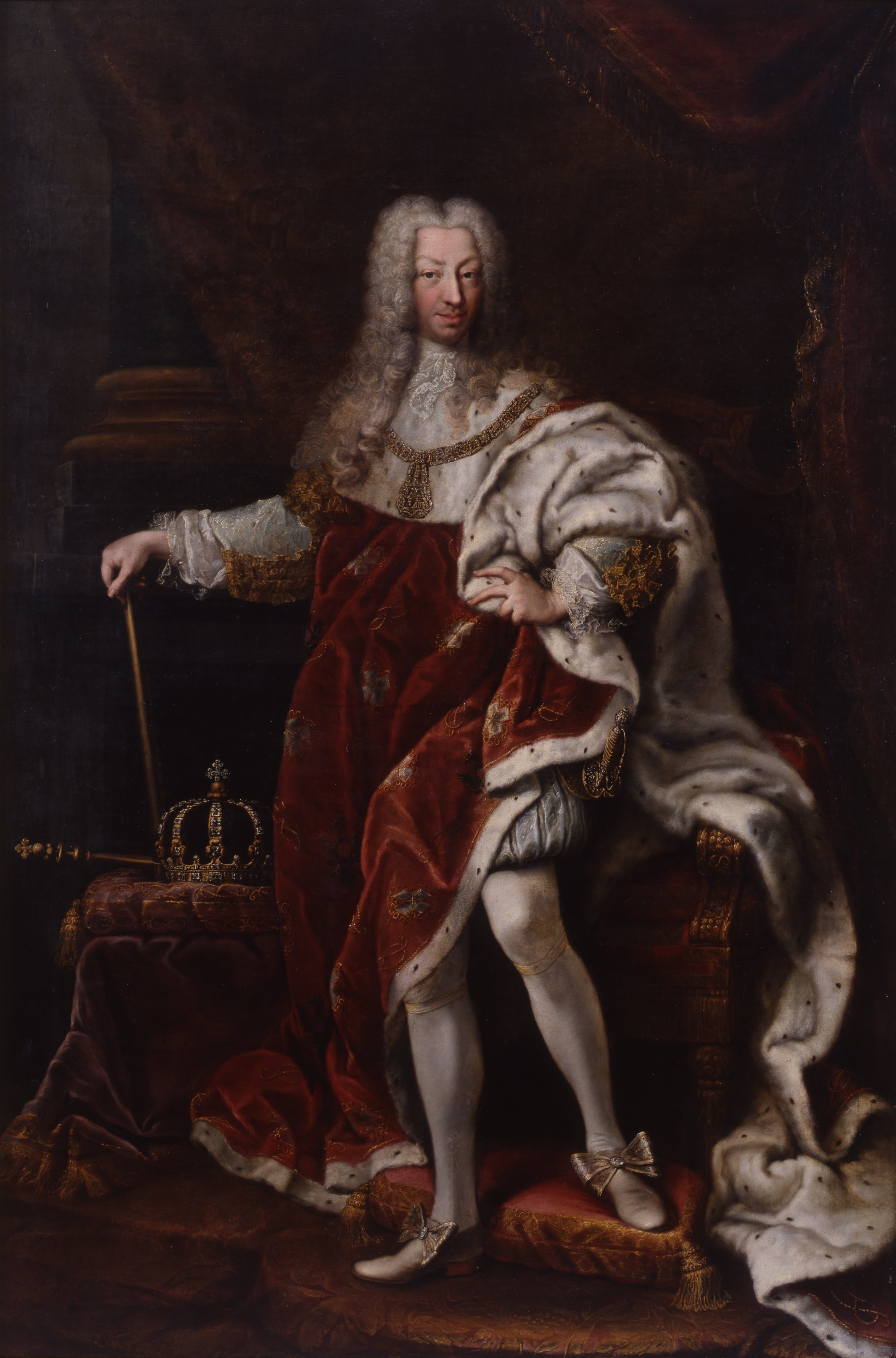
Carlo Emanuele III di Savoia
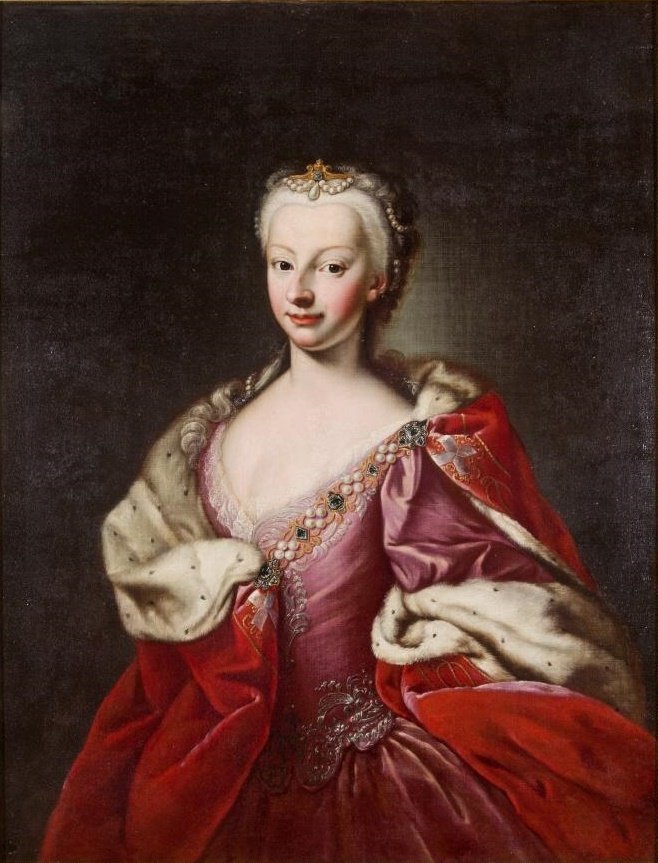
Polissena d'Assia-Rheinfels-Rotenburg
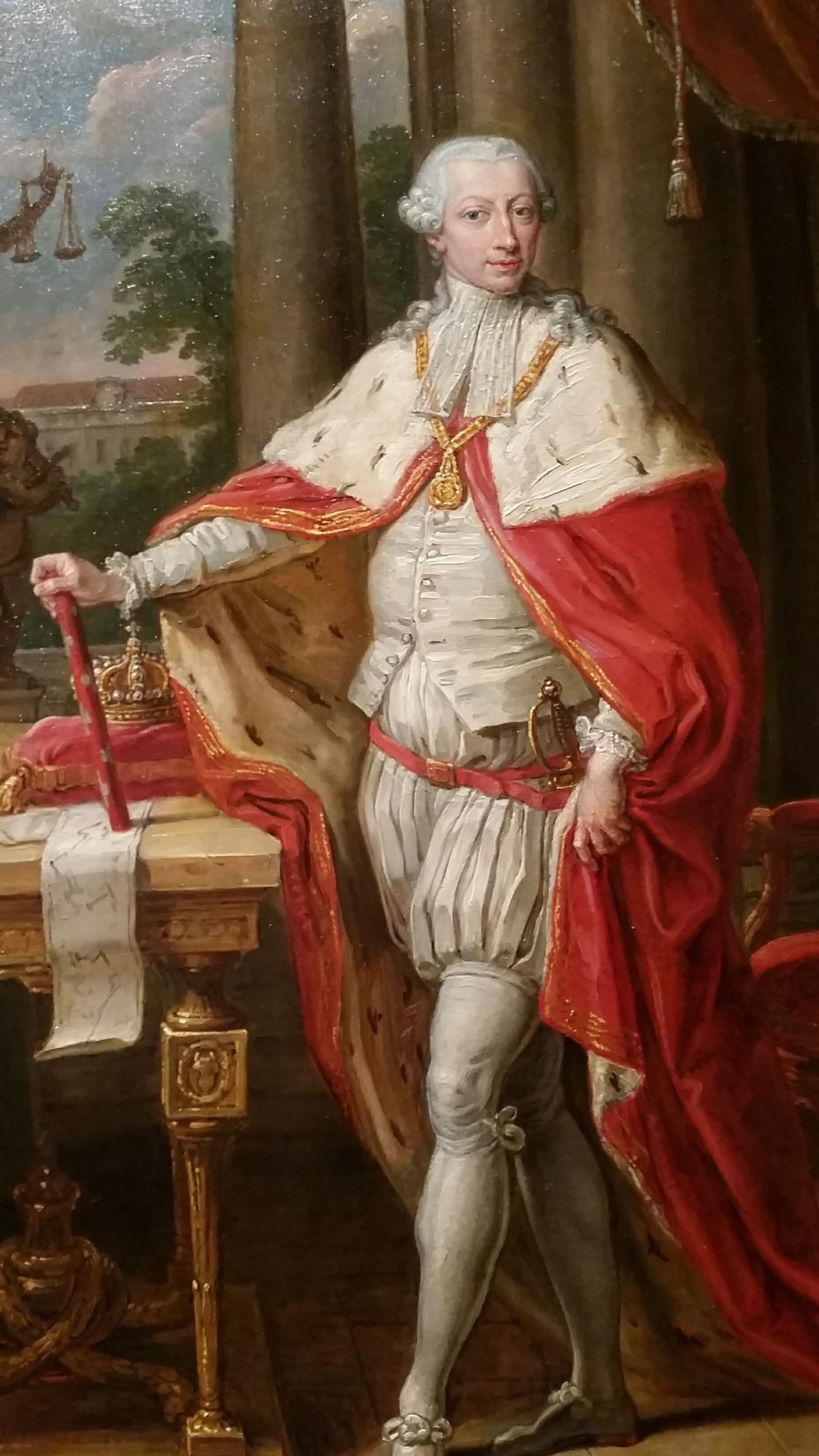
Vittorio Amedeo III di Savoia
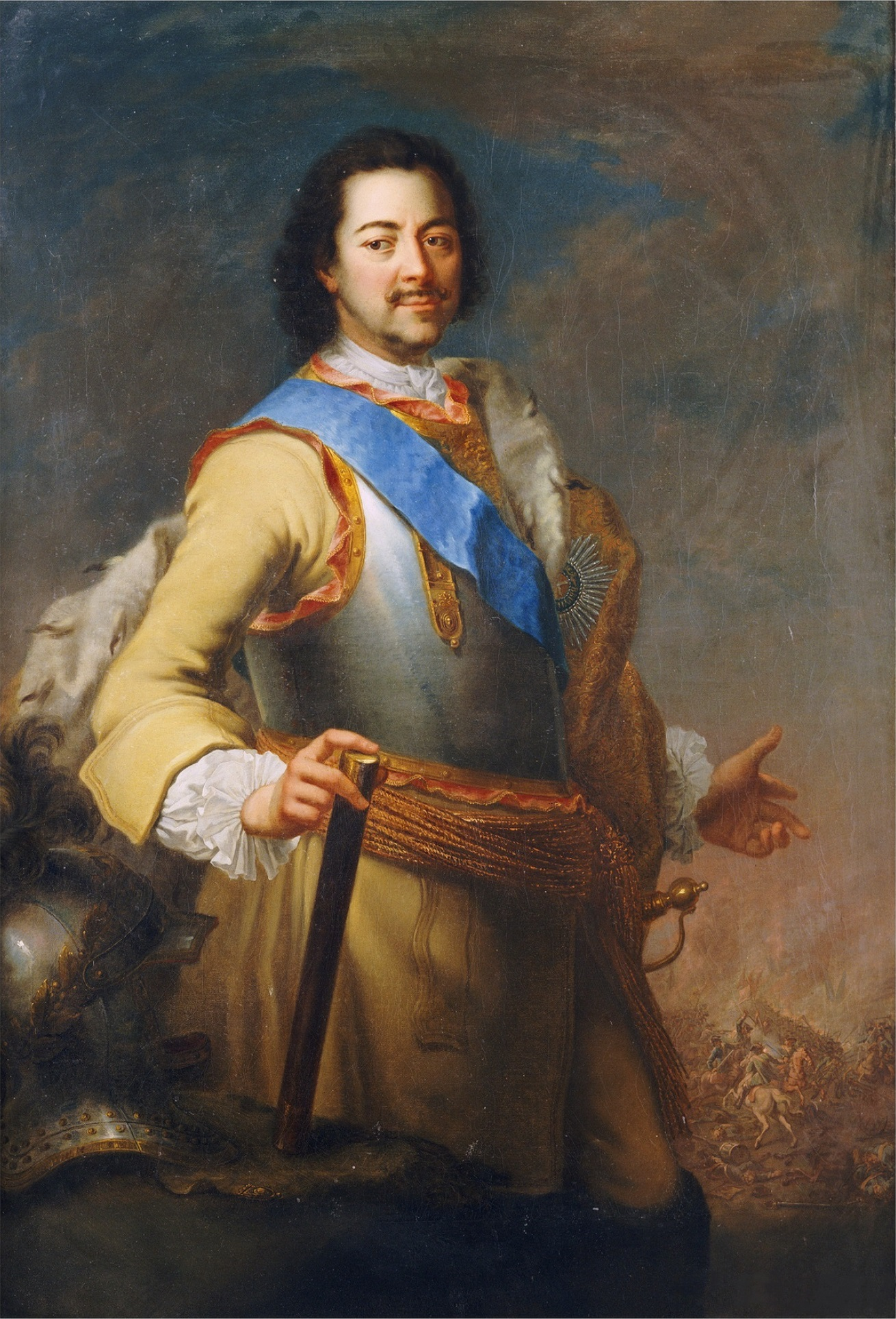
Pietro il Grande